# Un petit garçon silencieux

Un petit garçon silencieux est un téléfilm français réalisé par Sarah Lévy réalisé en 2004. 

## Synopsis
Maltraité par ses parents, Gabriel, 10 ans, s'est complètement replié sur lui-même. Il a rompu tout contact avec autrui et vit muré dans le silence, partageant ses journées entre le centre d'hébergement qui l'a recueilli et l'hôpital où des médecins s'efforcent de le ramener au monde. Chaque jour, un "taxi blanc", véhicule sanitaire léger, l'emmène d'un établissement à l'autre. Également solitaire, mais très râleur, Féodor Lakasse travaille pour la société d'ambulances chargée de véhiculer l'enfant. Ce chauffeur de taxi vient en effet de se voir retirer sa licence pour faute professionnelle. "Vieux grizzli" revenu de tout, il souffre, tout comme sa femme Hanna, de ne pas avoir d'enfants. Lorsqu'il rencontre Gabriel, ce petit garçon sans aucune réaction le met mal à l'aise...

## Fiche technique
- Réalisateur : Sarah Lévy
- Scénario : Sarah Lévy
- Musique : Alain Ranval et Jean-Philippe Goude
- Durée : 90 minutes
- Date de diffusion : 9 octobre 2004

## Distribution
- Bernard-Pierre Donnadieu : Féodor Lakasse, chauffeur de véhicule sanitaire léger
- Nino Gauzy : Gabriel, un enfant martyr qui s'est réfugié dans le mutisme
- Marie Vincent : Hanna Lakasse, la femme de Féodor
- Sophie Mounicot : le docteur Edelmann, le psychiatre qui soigne Gabriel
- Franck Gourlat : Alex, l'adjoint de Bardouin
- Hervé Briaux : Bardouin, le patron de la société d'ambulances
- Edouard Montoute : Martial, organisateur de courses de rats
- Maher Kamoun : Lucien, le mécanicien rebelle de chez Bardouin
- Roland Marchisio : un client hostile
- Corinne Masiero : Monique, la standardiste de chez Bardouin au style militaire
- Hervé Ganem : Dracula
- Stéphanie Lagarde : Rosemarie
- Lucien Jean-Baptiste : le médecin de la Direction départementale des Affaires sanitaires et sociales
- Paul Allio : le bookmaker
- Nathalie Bienaimé : Mapi, la dépanneuse
- Patrice Bornand : l'oncle Fétide
- Éric Bougnon : le président de la commission
- Colette Charbonneau : une passagère
- Denis Sebbah : le gynécologue